# Clinical
Clinical è un film del 2017 diretto da Alistair Legrand.
Pellicola statunitense sceneggiata da Luke Harvis e Alistair Legrand.

## Trama
La dottoressa Jane Mathis è una psichiatra specializzata in terapia del confronto. 
Due anni prima degli eventi narrati aveva una paziente affetta da un grave disturbo post traumatico, Nora Green, la quale, un giorno, a causa di una brutta crisi, l'ha attaccata con un pezzo di vetro per poi tentare il suicidio subito dopo, tagliandosi la gola. A causa di questo evento Jane ha maturato un disturbo da stress post-traumatico il quale l'ha obbligata a smettere di seguire pazienti altamente problematici e ad affidarsi alle sedute del dottor Terry, suo stimato collega. Nel frattempo ha anche iniziato a frequentarsi con Miles, un ufficiale di polizia. 
A causa della sua brutta esperienza con Nora, Jane è divenuta molto restia a prescrivere farmaci ai suoi pazienti dato che li incolpa, per buona parte, per quanto accaduto. Un giorno viene contattata da un uomo di nome Alex che chiede il suo aiuto per superare una forte esperienza traumatica e sebbene inizialmente sia ben intenzionata a dirigerlo verso le cure di un suo collega, la sua insistenza la fa cedere sul proposito di non prenderlo in cura. Al loro primo incontro scopre che il volto di Alex è stato sfigurato da un terribile incidente d'auto e che ha un'enorme difficoltà a parlare dell'evento senza perdere i sensi. A tal proposito, Jane gli insegna una tecnica di respirazione per calmarsi durante gli attacchi di panico.
Una notte, dopo qualche tempo, Jane sente dei rumori al primo piano della sua casa e va a controllare trovando Alex in uno stato di sonnambulismo che si aggira per la cucina; l'evento la porta a chiamare Miles e la polizia ma la compassione che prova nei confronti di Alex la convince a desistere dal denunciarlo e a continuare le loro sessioni ignorando l'avvenimento.
Con dei flashback viene rivelato che Nora iniziò a vedere Jane a causa delle molteplici violenze subite dal padre. Nel frattempo Jane sembra vedere ogni tanto Nora che si aggira intorno a lei, cosa che associa al proprio rimorso per quanto successo 2 anni prima, e a causa di ciò decide di far visita visita all'istituto psichiatrico in cui Nora fu ricoverata nel quale le viene detto che non è più lì in quanto è stata dimessa di recente dalla struttura a causa della mancanza di denaro per coprire le spese del ricovero dopo la morte del padre. Jane visiona i filmati delle sessioni di Nora all'istituto che rivelano la violenta rabbia di Nora nei confronti di suo padre. Jane, dopo le apparizioni di Nora che sembrano diventare con il tempo sempre più concrete, installa delle telecamere di sicurezza nella sua casa e rivela ad Alex, durante una delle loro sedute, il suo fallimento con Nora per farlo desistere sul far troppo affidamento sui farmaci. Alex, grazie a questo, ricorda di più del suo incidente; dopo aver aiutato a mettere in salvo un paio di persone da un'auto incidentata notò che sua figlia si aggirava per la strada e nel tentativo di metterla in salvo entrambi furono investiti da un camion il quale causò la sua sfigurazione e la morte di lei.
Strane cose continuano a succedere nella casa di Jane; strani rumori, impronte sporche e fotografie insanguinate. Miles nota che qualcuno ha manomesso il sistema di sicurezza poiché mancano intere ore di riprese. Jane, sebbene molto scossa, rifiuta di sporgere denuncia contro Nora per il timore che se qualora lo facesse lei finirebbe rinchiusa in istituto psichiatrico, imbottita di farmaci e senza possibilità di uscirne. Durante una delle sue sedute con il dottor Terry lei gli ruba il blocco delle prescrizioni avendo esaurito le sue medicine. Di ritorno a casa Jane incontra Alex che la sta aspettando sotto il portico di casa sua anche se lei aveva precedentemente cancellato tutte le visite con i suoi pazienti (a causa degli strani avvenimenti successi con Nora). Sebbene Alex sembra provare del tenero per lei Jane ribadisce che devono esserci dei confini netti tra medico e paziente, cosa che viene accettata da Alex. Durante quella notte Jane rivive l'orrore dell'attacco che subì da Nora. Appena sveglia si trova disorientata ma vede Nora vicina a lei che è pronta a farle del male. Dopo essere scappata da lei e dopo aver fallito un rudimentale tentativo di barricarsi in cucina Jane colpisce, per legittima difesa, Nora, che l'aveva ormai fisicamente sopraffatta, in testa con un cavatappi uccidendola sul colpo.
Dopo un momento di buio Jane si sveglia internata all'istituto psichiatrico in stato confusionale per poi venire pesantemente sedata. In un secondo momento, dopo essersi risvegliata, lei vuole delucidazioni sul perché è stata internata lì e sui risvolti dell'aggressione subita da Nora esplicitando la volontà di chiamare Miles. Lo psichiatra che l'ha in cura le mostra i filmati ripresi dalle telecamere di sicurezza in casa sua i quali rivelano che durante un episodio d'isteria indotto da un abuso di farmaci ha attaccato e ucciso Miles dopo che quest'ultimo ha tentato di calmarla. Le viene anche rivelato che Nora si è suicidata qualche giorno prima di quell'evento impiccandosi e che verrà trattenuta nell'istituto fino al processo, dato che l’azione di Jane viene classificata come omicidio volontario. Passano i giorni e una notte Jane ha una visione di Nora impiccata fuori dall'istituto mentre la sua amica Clara, dopo averle fatto visita, una volta tornata in macchina viene uccisa da una persona nascosta nei sedili posteriori della vettura.
In una seduta lo psichiatra spiega condiscendentemente a Jane che fu una pessima terapeuta dato che inculcò, per negligenza, a Nora l'idea di essere stata abusata dal padre dato che la maturazione di questo complesso l'ha portata a ucciderlo sfigurandone la faccia. Dopo questa rivelazione Jane si rende conto che il padre di Nora è Alex e in un impeto spontaneo aggredisce lo psichiatra per evadere dall'istituto. Notando l'auto di Clara si appresta a guidarla ma subisce un'aggressione analoga a quella della sua amica.
Si risveglia nel salotto di casa sua e vede Clara morta accanto a lei. Subito dopo Alex entra nella stanza e le spiega che ha fatto tutto ciò per punirla dato che aveva cercato di aiutare Nora, sua figlia, che lui amava. A causa di ciò Nora, diverso tempo prima, lo aveva attaccato, per difendersi, distruggendogli parte del volto; ciò lo ha portato a inscenare il suo incidente in auto (per giustificare lo sfregio) e a simulare la propria morte per non dover più pagare le spese mediche di Nora al fine di farla uscire dall'istituto nel quale era internata. Infine gli rivela anche che ha utilizzato Nora per tormentarla psicologicamente al fine di farle prendere volontariamente pesanti dosi di farmaci e di come, la notte dell'omicidio di Miles, Alex aveva fatto irruzione di nascosto nella casa per drogarla.
Jane, nel tentativo di scappare da Alex, lo colpisce alla giugulare con un oggetto affilato e si barrica nella camera da letto dove trova Terry in una pozza di sangue. Mentre tenta di scappare dalla finestra viene trattenuta da Alex e, per liberarsi dalla sua morsa, gli afferra i lembi di pelle non compatti del suo volto (formatisi dal trapianto facciale); l'azione porta alla scarnificazione delle faccia di Alex e alla caduta da una discreta altezza di Jane. Dopo un tempo imprecisato, una volta rinsavita dalla caduta, Jane decide di tornare dentro casa e vede Alex seduto sul divano privo della gran parte del volto, presumibilmente morto a causa di ciò.

## Produzione
Sulla produzione dell'opera Alistair Legrand (il regista) ha dichiarato: «Io e il direttore della fotografia John Frost abbiamo guardato ai primi thriller di Curtis Hanson come Cattive compagnie e La mano sulla culla in termini di tono e a film danesi come Il sospetto, per una illuminazione più organica ma anche molto emotiva. Inoltre le inquadrature di Misery non deve morire sono state un esempio per come rivelare la psiche della protagonista attraverso la macchina da presa. Volevamo che tutto avesse un'eleganza realistica e abbiamo cercato di nascondere il colore rosso finché non arrivasse il momento in cui fosse significativo, poeticamente o drammaturgicamente».

## Distribuzione
Il film è stato distribuito in tutto il mondo da Netflix il 13 gennaio 2017.